# 蒂希梅尼察河 (維普日河支流)
51°36′51″N 22°25′22″E / 51.614192°N 22.422804°E

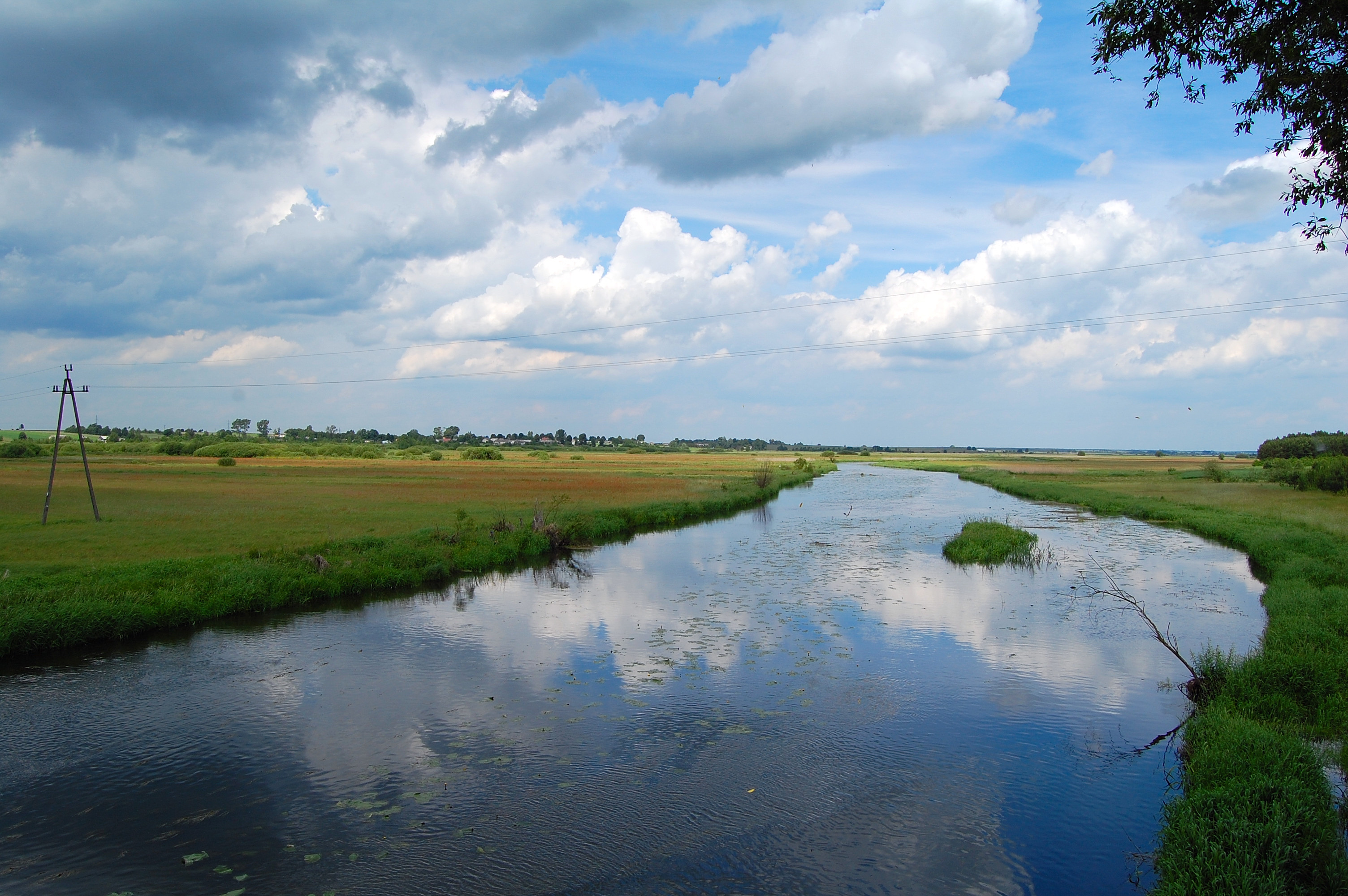

蒂希梅尼察河是波蘭的河流，位於該國東部，處於盧布林省，屬於維普日河的右支流，河道全長74公里，流域面積2,689平方公里，河畔城鎮有盧布林地區奧斯特魯夫和科茨克。